# Sphincterochila cariosula
Sphincterochila cariosula is een slakkensoort uit de familie van de Sphincterochilidae. De wetenschappelijke naam van de soort is voor het eerst geldig gepubliceerd in 1833 door Michaud.